# Festival Dary

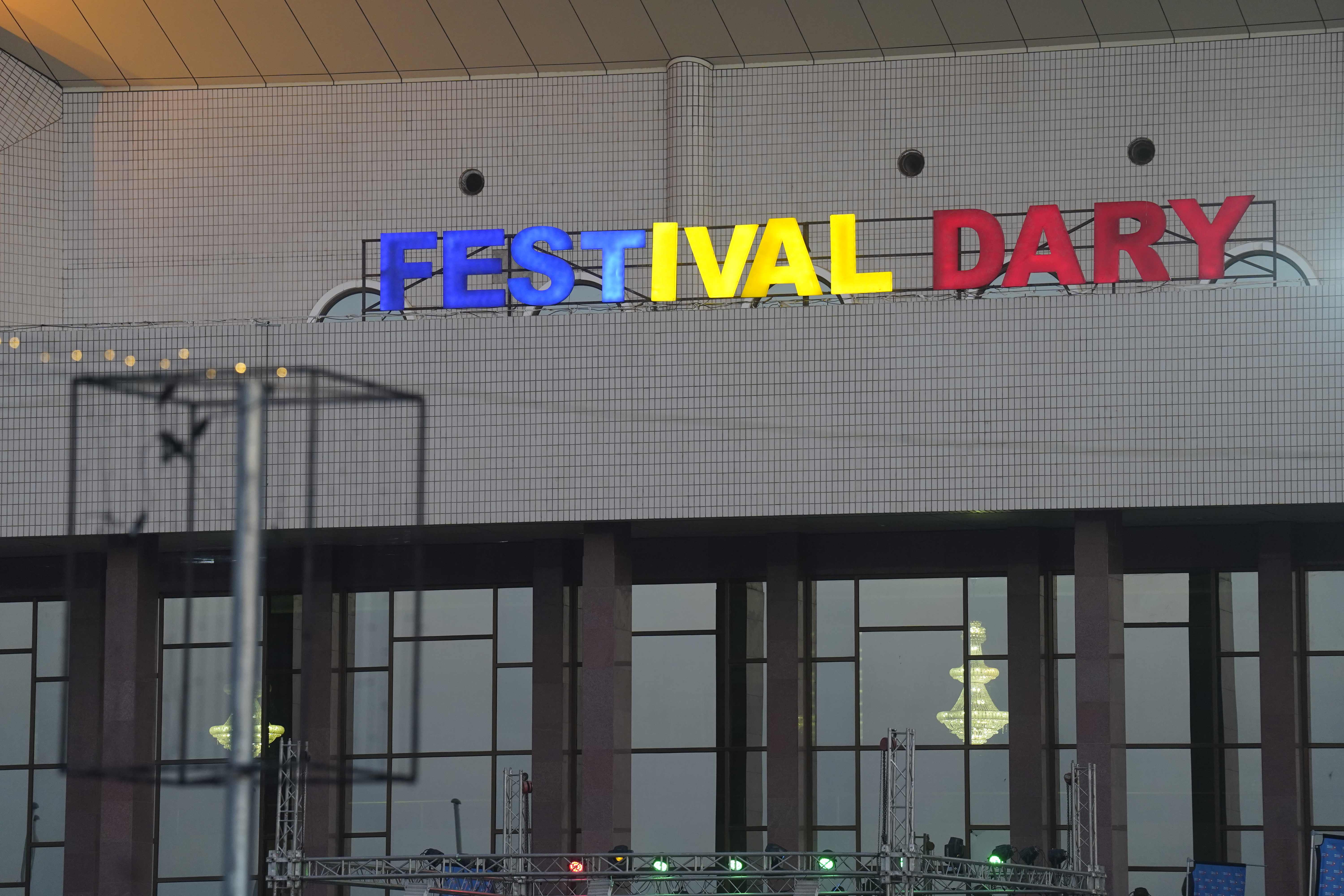
La bannière du Festival Dary au Palais des arts de la culture ex palais du 15 Janvier

Le Festival Dary, créé en 2018 est un événement festif et culturel annuel qui se déroule sur un mois environ, à N'Djaména, au Tchad. Il valorise la diversité culturelle du pays par des représentations des richesses culturelles et gastronomiques des 23 régions du Tchad,,.

## Éditions

### 1reédition 22 décembre 2018 au 02 Janvier 2019 à la place de la nation
La première édition de 2018, lancé sous le haut patronage du président de la République, Idriss Déby Itno, a connu un succès retentissant. Cette réussite a conduit à la formalisation du Festival National des Arts et de la Culture sous le nom de "DARY" par décret le 30 avril 2019.
À la suite de son institutionnalisation, le festival Dary est désormais organisé par l'Office national de promotion du tourisme, de l'artisanat et des arts (ONPTA), placé sous la tutelle du ministère du Développement touristique, de la Culture et de l'Artisanat. Traditionnellement tenu à la place de la Nation à N'Djamena, le festival peut néanmoins être délocalisé vers d'autres localités du pays. Lors de sa première édition, l'enthousiasme et la participation active ont englobé les représentants des 23 provinces du pays, témoignant ainsi de son attrait national,,.

### 2eédition du 21 Décembre 2019 au 4 Janvier 2020 à la place de la nation
La deuxième édition du festival Dari se tient à N'Djamena, sous le patronage de la présidence de la République. Organisé par le ministère de la Culture, du Développement touristique et de l’Artisanat, cet événement vise à promouvoir la diversité culturelle tchadienne, notamment à travers la musique, l’artisanat, le tourisme et la gastronomie,,.  

### 3eédition 25 Décembre 2021 au 8 Janvier 2022 au palais du 15 Janvier
La troisième édition du festival Dary se tient du 25 décembre 2020 au 8 janvier 2021 à la Place de la Nation, réunissant des représentants de 23 provinces du Tchad. L’événement, axé sur la promotion du patrimoine culturel, inclut des activités comme un hommage au Maréchal Idriss Déby Itno, des jeux virtuels, des tours de dromadaire et des feux d’artifice. Un pic de 37 000 visiteurs est enregistré en une journée, avec 130 exposants participants. Un centre de vaccination contre la Covid-19 est déployé sur place, et les mesures de sécurité sont renforcées, sans incident signalé. Le ministère du Développement touristique souligne l’importance d’adapter l’organisation aux contraintes sanitaires. Les éditions précédentes, comme celle de 2018-2019, avaient attiré jusqu’à 300 000 visiteurs,,.

### 4eédition du  24 Décembre 2022 au 28 Janvier 2023 au palais du 15 Janvier
Le Président de transition tchadien, Mahamat Idriss Déby, inaugure la 4ᵉ édition du Festival Dary au Palais des Arts et des Cultures, un événement d’un mois (jusqu’au 28 janvier 2023) célébrant le patrimoine culturel et touristique des 23 provinces du Tchad à travers danses, gastronomie, artisanat et concours (Miss Dary, art culinaire). Malgré une polémique liée aux couleurs arc-en-ciel (associées à la communauté LGBT), le festival met en avant l’unité nationale et le développement socioéconomique par la culture. Le gouvernement renforce son soutien via l’attribution de 60 villas au ministère de la Culture et la gestion des revenus du Palais des Arts, ce festival symbolise la diversité culturelle tchadienne, mêlant traditions ancestrales et modernité pour promouvoir le « vivre-ensemble » et consolider l’identité nationale,,. 

### 5eédition du 29 Décembre 2023 au 28 Janvier 2024 au palais du 15 Janvier
La 5ᵉ édition du Festival Dary se clôture le 28 janvier 2024, après un mois d’activités culturelles. Des membres du gouvernement de transition et des représentants des 23 provinces assistent à la cérémonie finale. Des prix sont décernés dans plusieurs catégories : en art culinaire, le Wadi-Fira arrive en tête, devant le Moyen-Chari et le Ouaddaï. Pour les performances artistiques, la province du Lac remporte la première place, suivie du Ouaddaï et du Batha. Le concours « Best Challenge Project » distingue des projets innovants, comme celui de Mayo-Kebbi (artisanat moderne), Tandjilé (transformation de canne à sucre) et Salamat (aquaculture).
Le titre de Miss Dary 2023 revient à Biyayo Ngandolo Laure (Moyen-Chari), avec Khadidja Ahmat Tidjani (Batha) et Larhidi Bita (Logone Occidental) comme dauphines. Le ministre de la Culture, Abakar Rozzi Taguil, met en avant la diversité culturelle et la créativité des participants. Le comité d’organisation salue l’engagement des 23 provinces, soulignant le rôle du festival dans la promotion du patrimoine tchadien et son rayonnement national et international,,.

### 6eédition du 21 Décembre 2024 au 4 Janvier 2025 au palais du 15 Janvier
L'édition 2024-2025 promeut la diversité culturelle et la cohésion sociale via des spectacles et expositions, tout en soutenant l’artisanat local. Cependant, elle fait face à des polémiques , des performances inappropriées et un viol d’une adolescente de 12 ans lors du réveillon, bien que l’enquête la localise hors du site. Ces incidents suscitent des critiques envers la sécurité et la gestion, poussant les organisateurs à promettre un renforcement des mesures de surveillance et un encadrement plus strict pour les futures éditions,,.

## Galerie

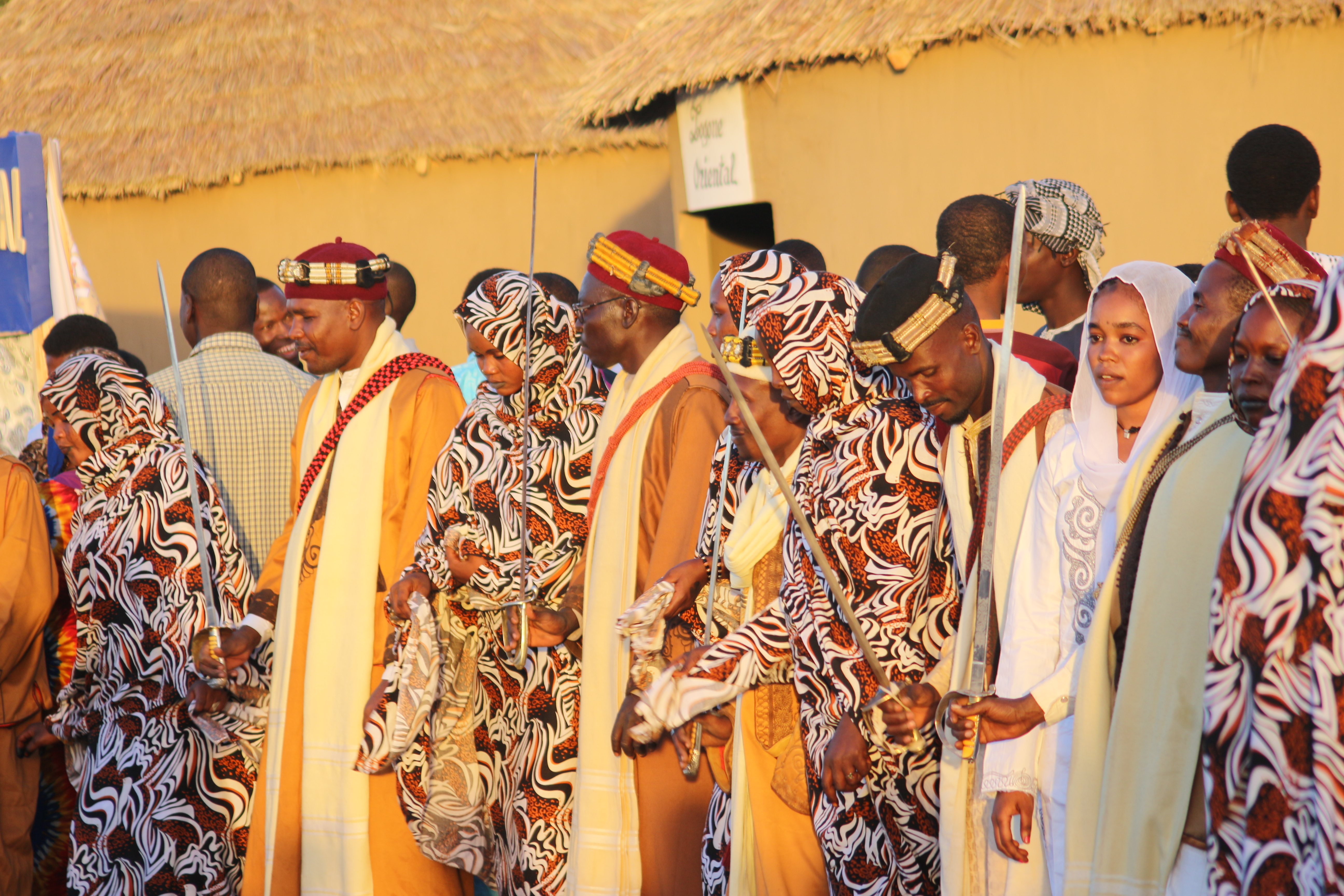
Danse traditionnelle de la région du Kanem.
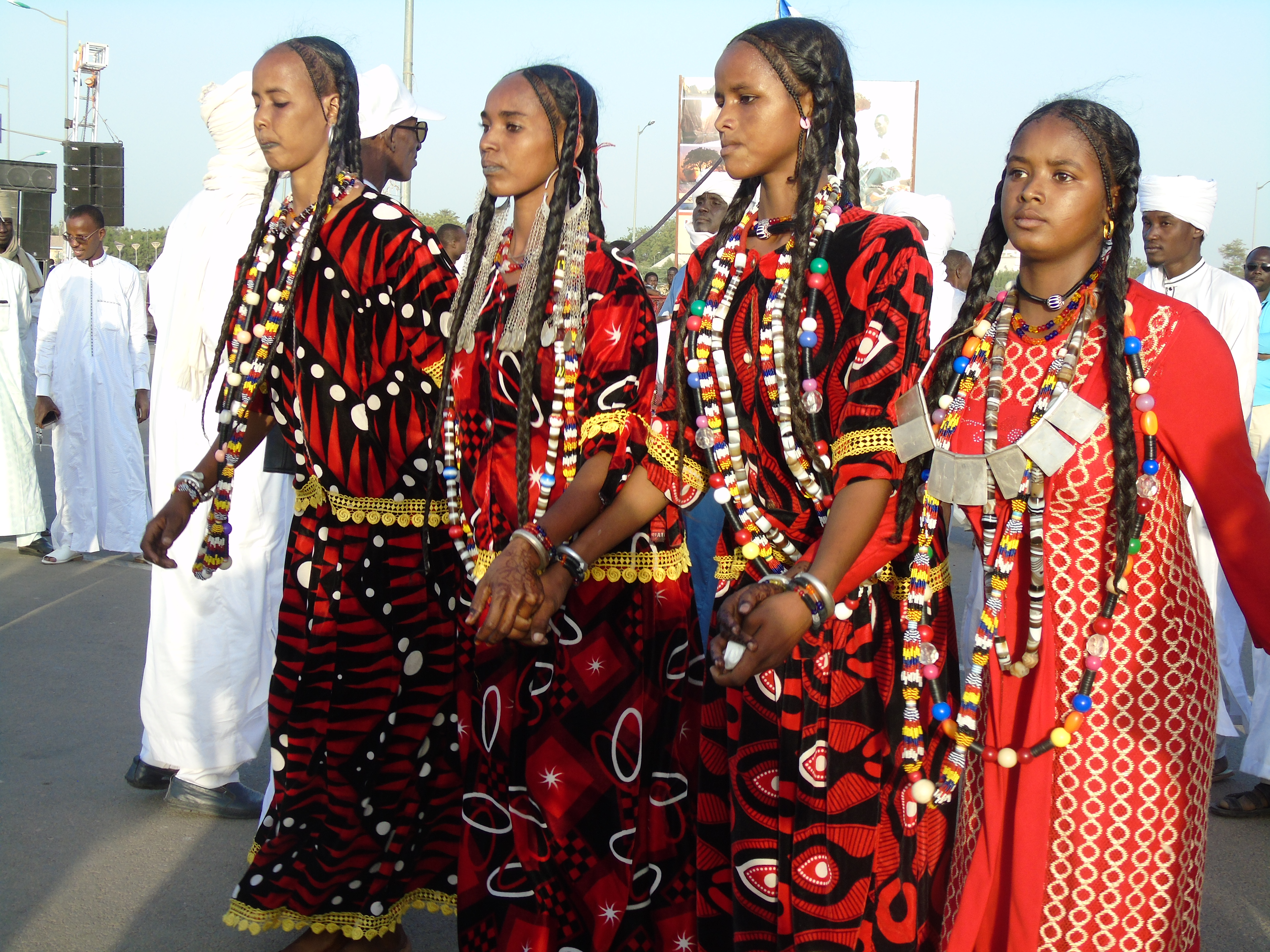
Danse folklorique da la région du Batha.
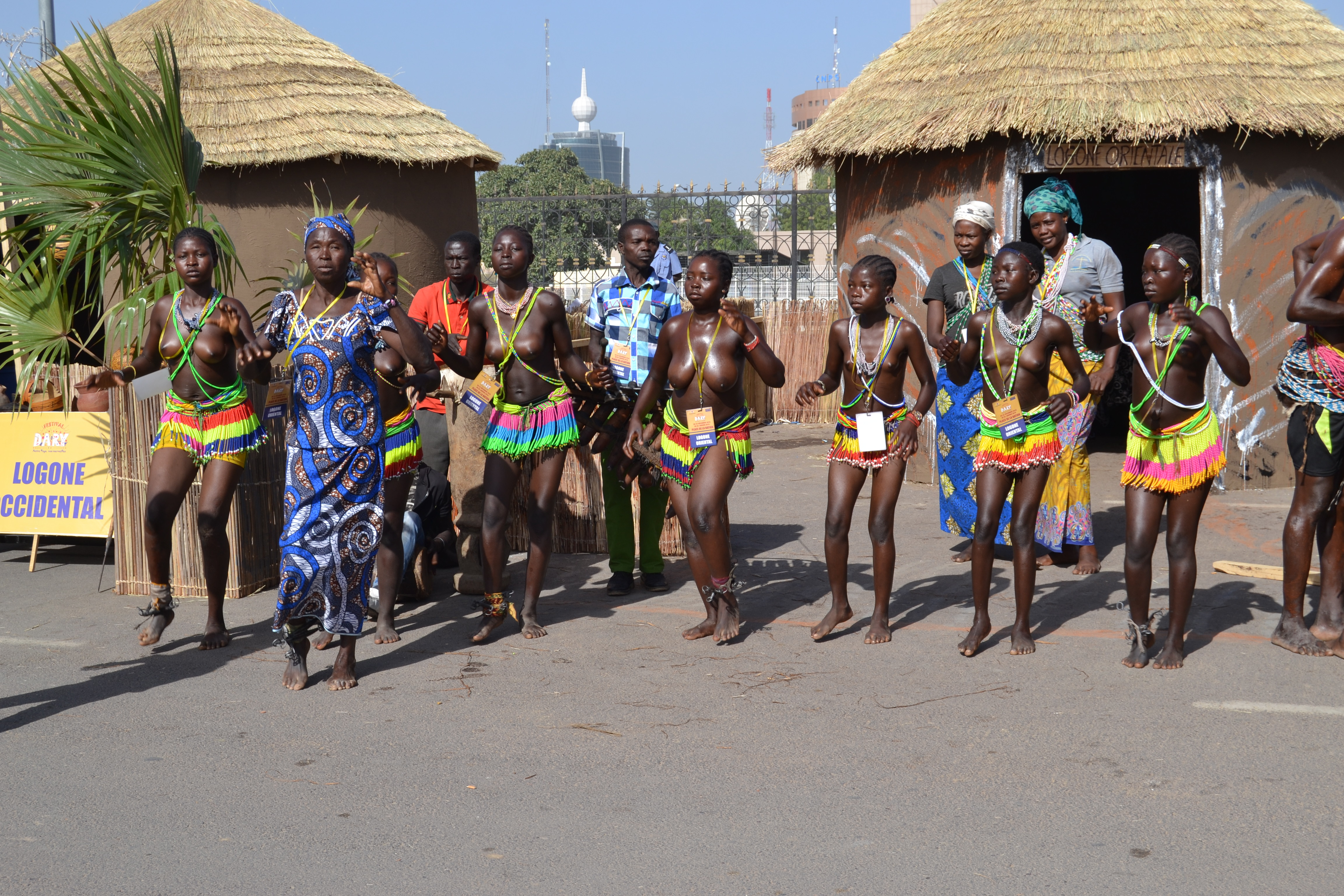
Danse traditionnelle du Logone Occidental.
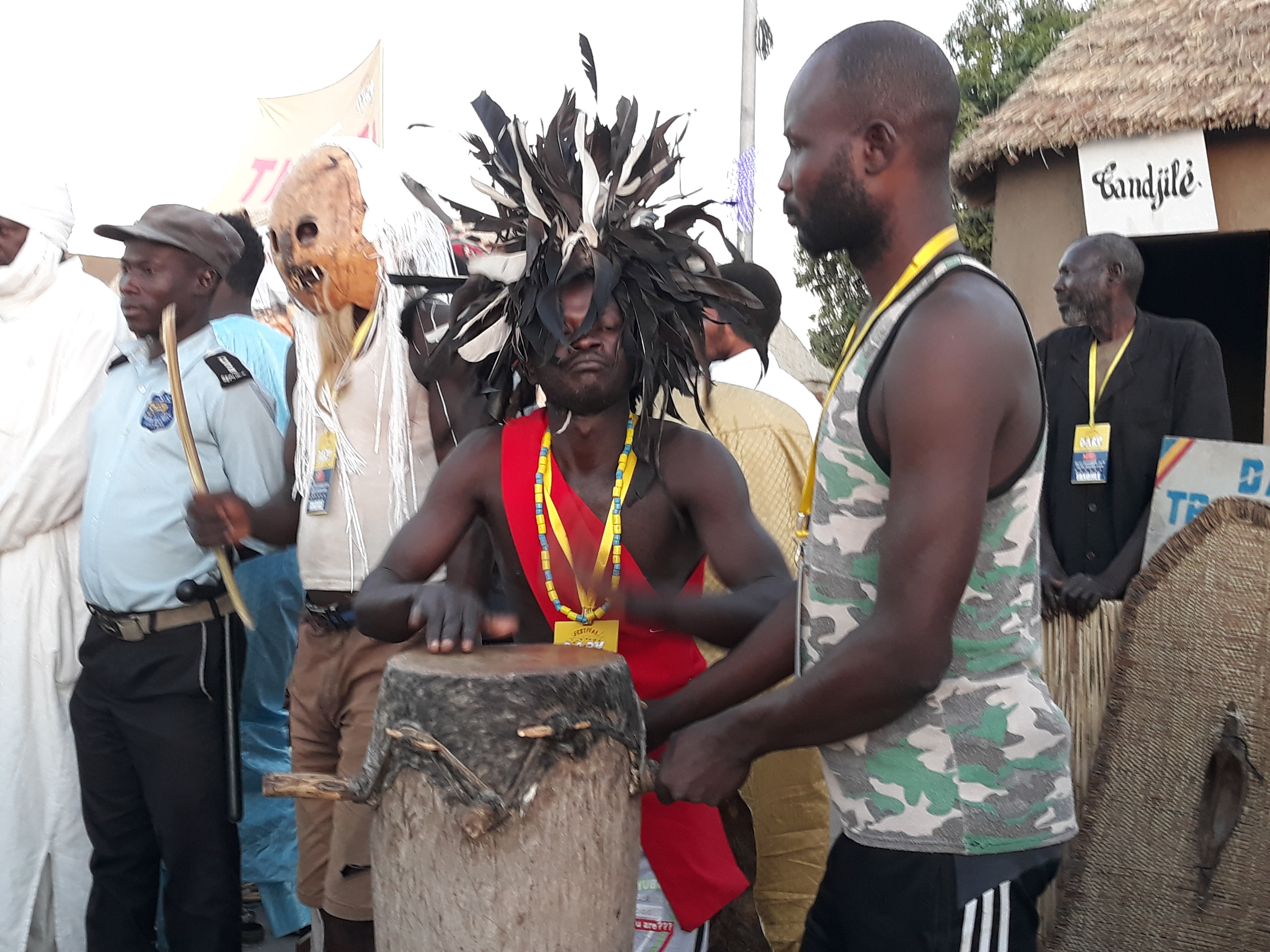
Danseurs de Tandjilé.
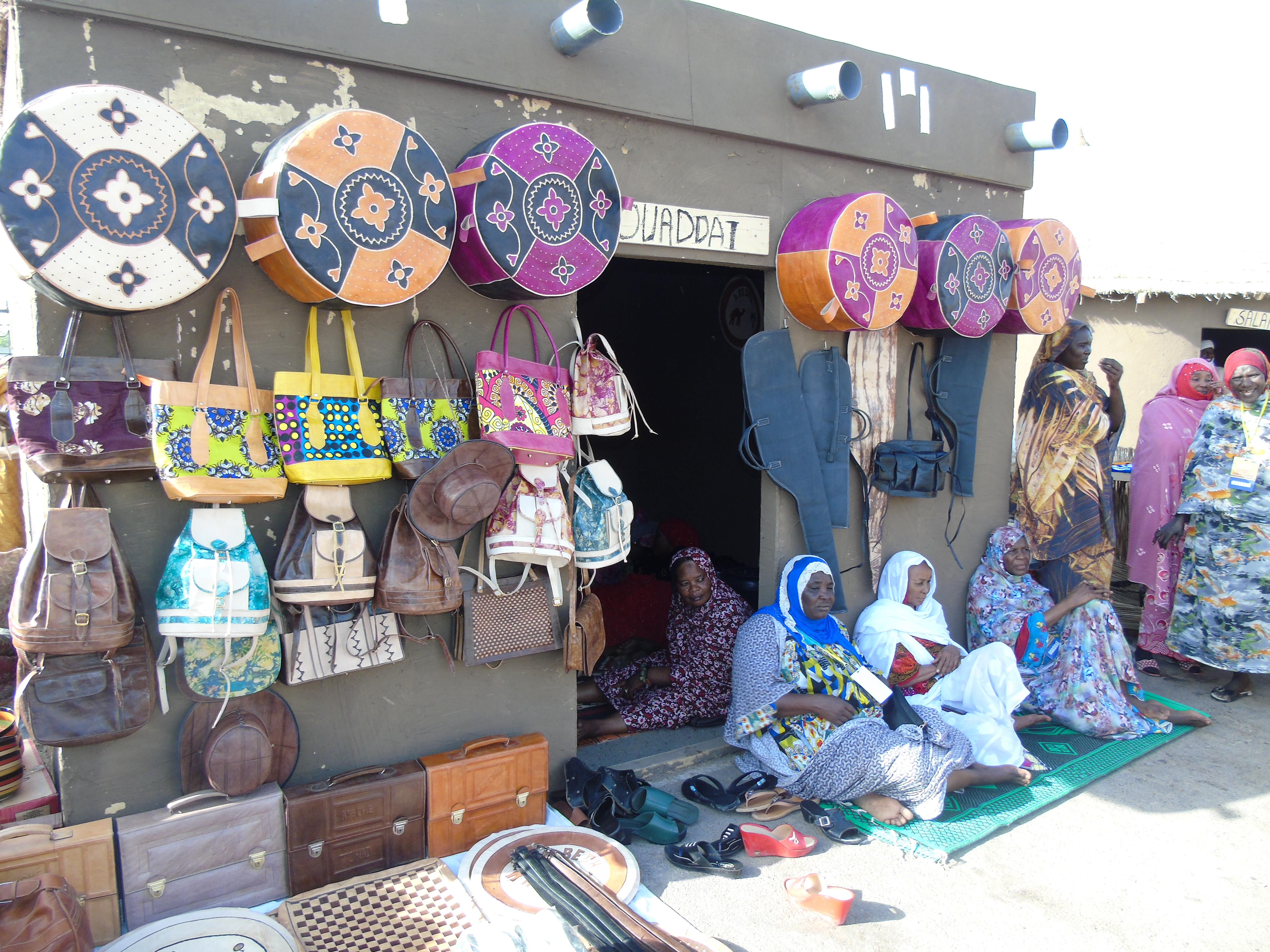
Art Ouaddaï.
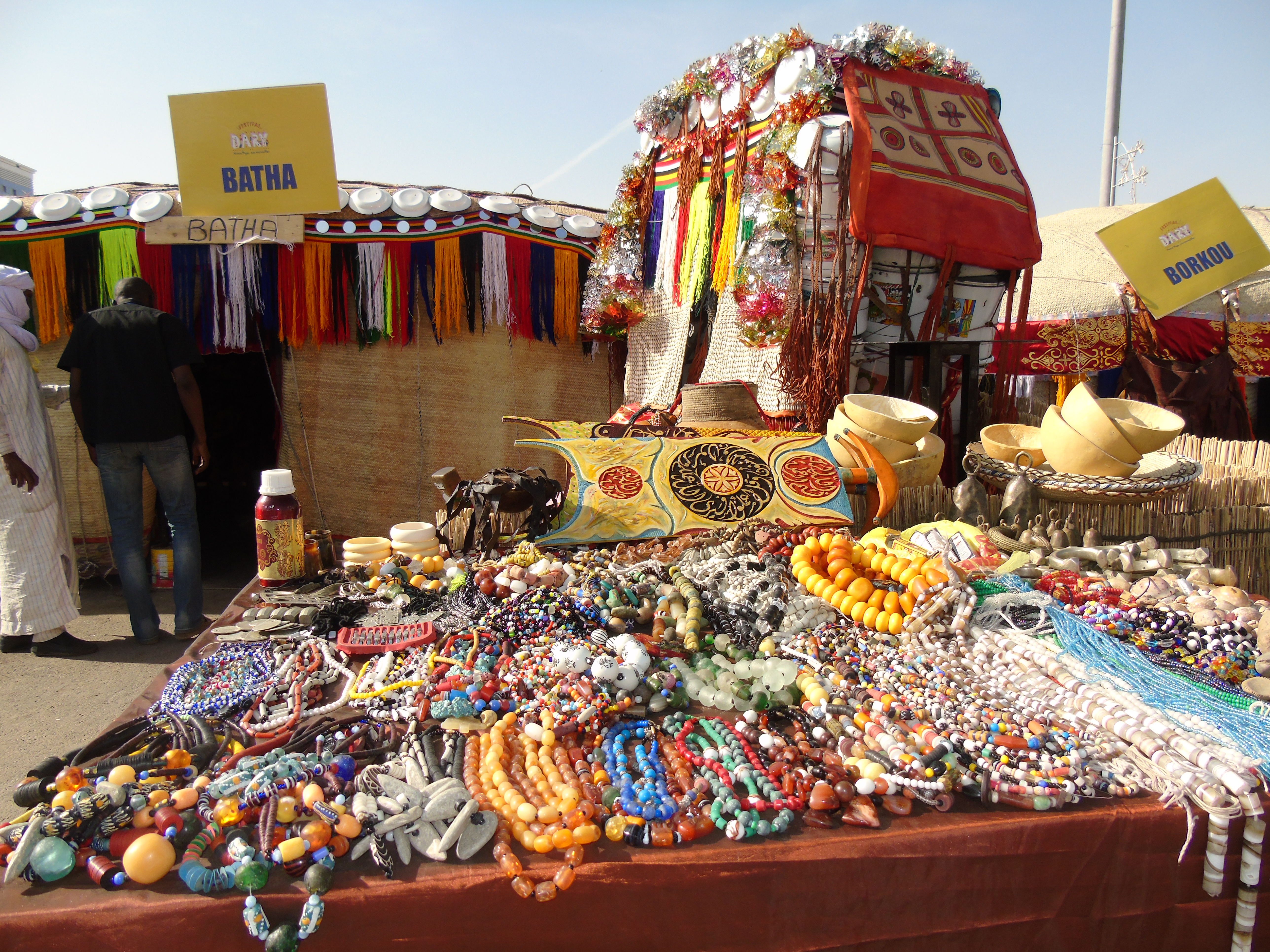
Culture Arabe du Batha.
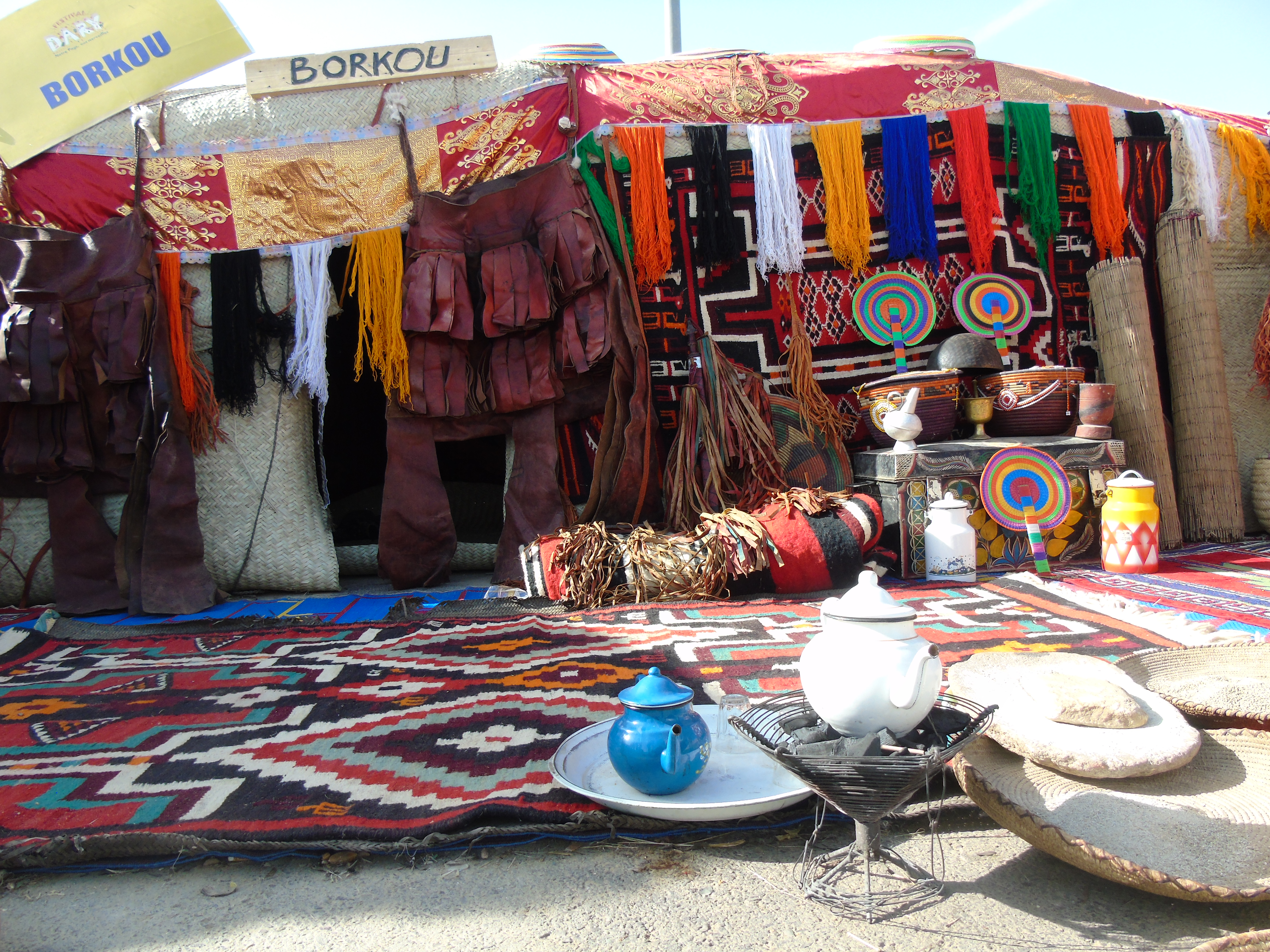
Culture du Borkou.
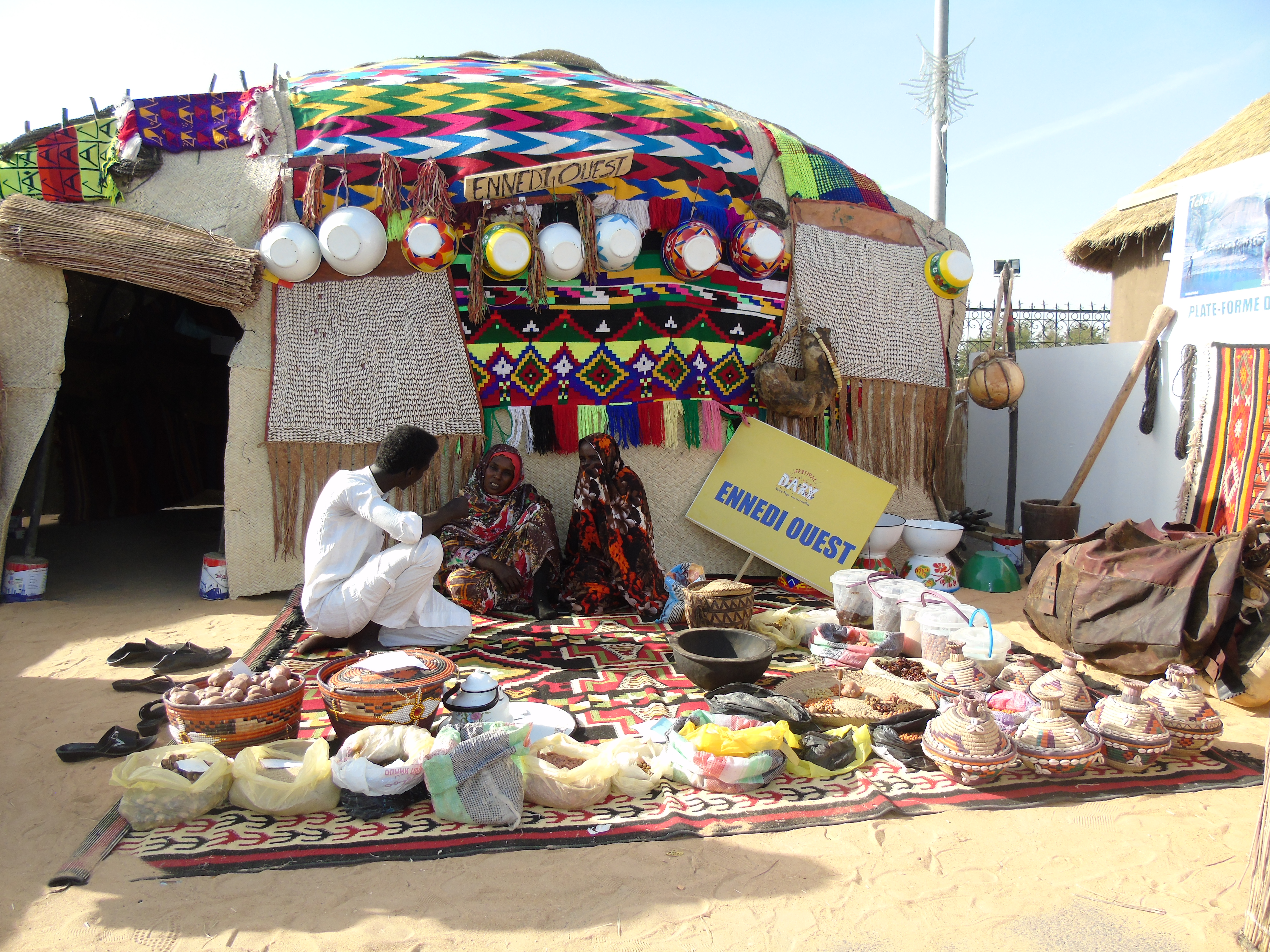
Culture Ennedi Ouest
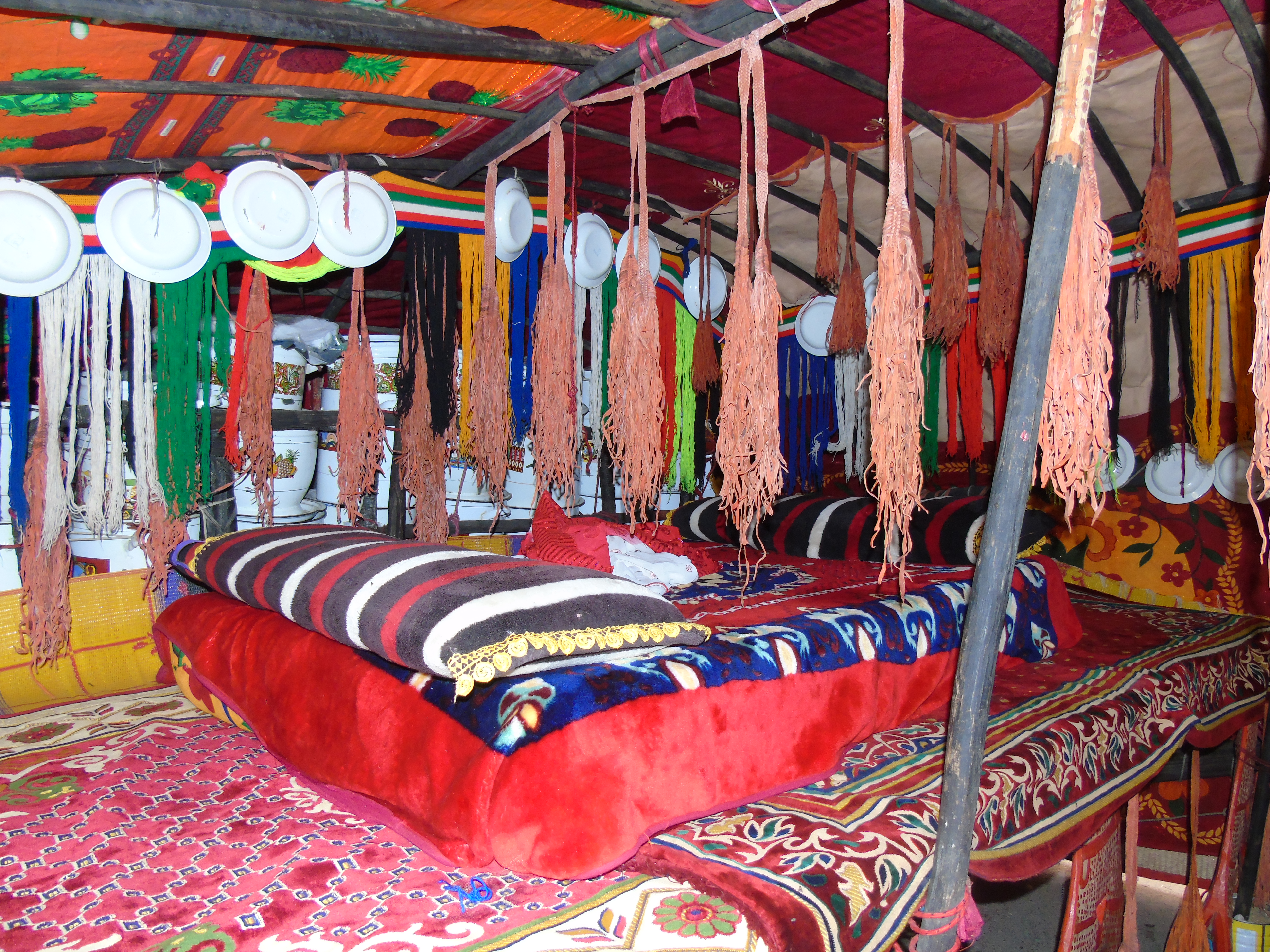
Lit traditionnel 1 au Batha
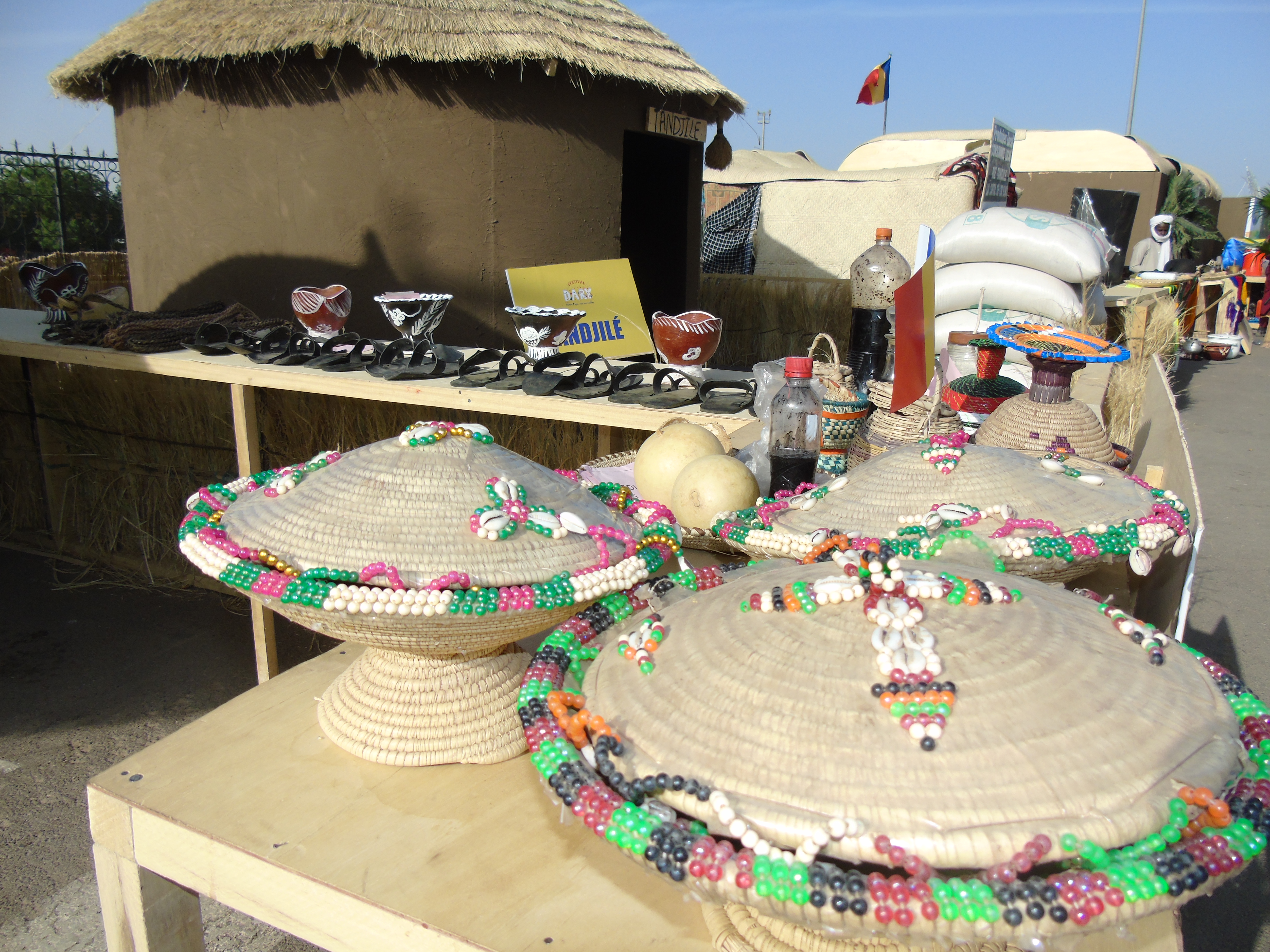
Exposition1 stand Tandjilé
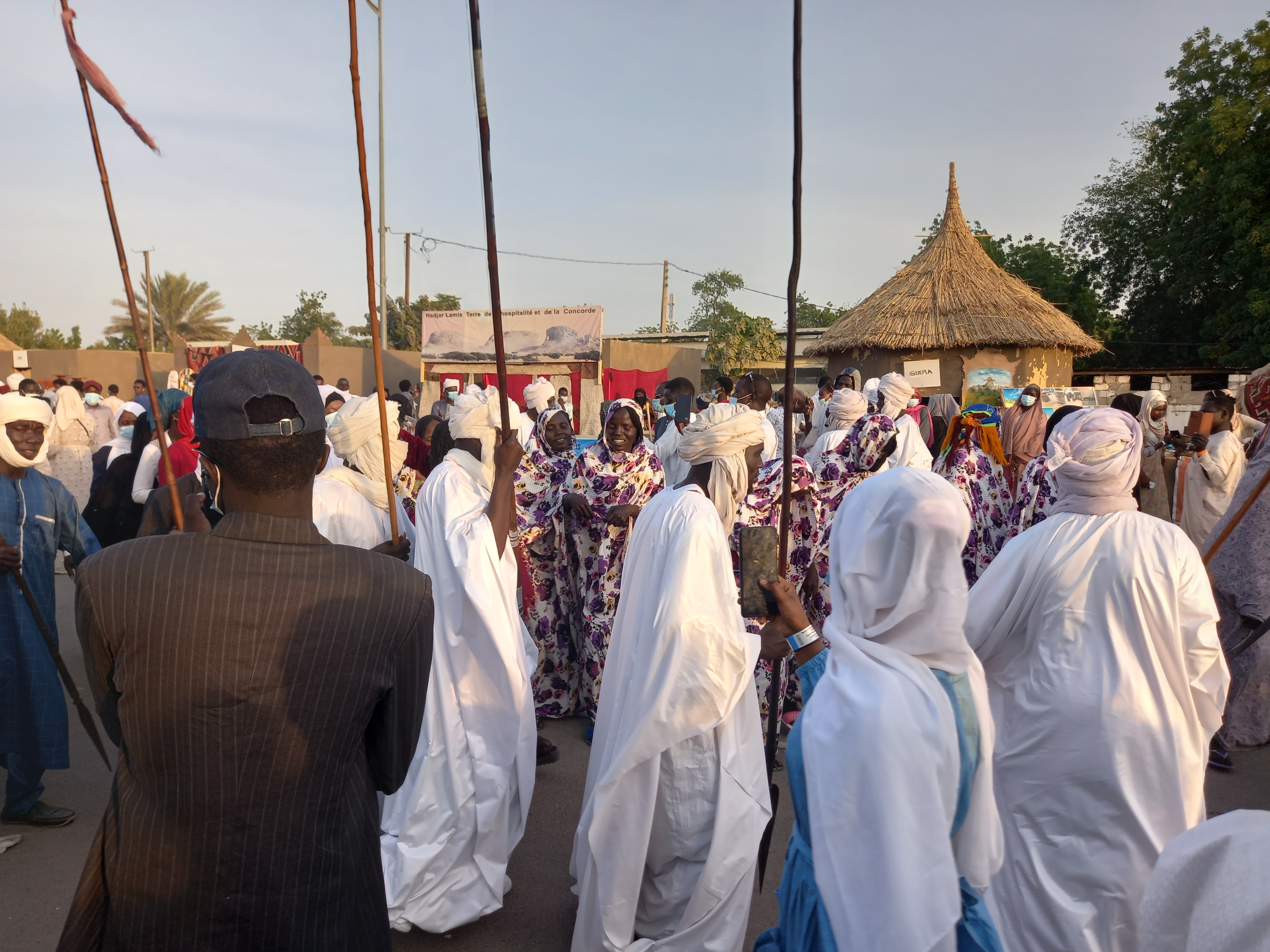
Danse du Guerra